# Lia Dorana

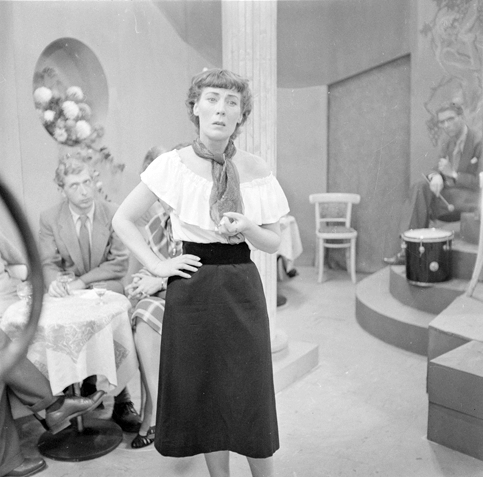
Lia Dorana in het VARA-televisieprogramma Varié-TV in 1952

Lia Dorana, pseudoniem van Beppy van Werven (Den Haag, 18 juli 1918 – Lage Vuursche, 4 december 2010), was een Nederlands cabaretière, zangeres en actrice.

## Loopbaan
Ze had tijdens haar jeugd al actrice willen worden, maar niet willen leren brak haar op. Zo spijbelde om een rolletje te bemachtigen in de film Suikerfreule. Ze werkte enige tijd bij haar vader op kantoor. Ze rolde uiteindelijk toch de theaterwereld in onder aandacht van Sophie Stein, Peter Kellenbach en haar eerste man.
In 1943 stond ze op de planken in het programma Jeugdsymfonie van "De Jonge Nederlanders" onder leiding van Wim Ibo in de kleine zaal van het Concertgebouw. Collegae aldaar waren Coosje Guilleron, Hetty Blok, Saba, Ben Steggerda, Fred Menger, Wim Ibo zelf en Jo Spiers en Jo Kat. 
Ze werd ontdekt door Wim Sonneveld en maakte vanaf 1943 deel uit van zijn gezelschap. Samen met Conny Stuart speelde ze onder andere in het succesvolle programma Alleen voor dames. Vanaf 1951 was ze regelmatig te horen in cabaretprogramma's die Wim Ibo maakte voor de VARA. Ook maakte ze kort deel uit van het ABC-cabaret van Wim Kan.
Nationale roem verkreeg Dorana als dochter Liesbeth Doorsnee in het muzikale hoorspel In Holland staat een huis van Annie M.G. Schmidt. Bekende liedjes die zij daarin zong waren Geachte cliënten, 't wordt lente en vooral Alie Cyaankali over een gevaarlijke vrouw uit Rotterdam.
Als stemactrice speelde Van Werven in de Disney-film Dumbo (1949) als mevrouw Jumbo, en veel later in Mulan (1998) gaf zij Grootmoeder Fa haar stem. 
Daarna stapte zij over naar het toneel. Ze werkte jarenlang voor het Nieuw Rotterdams Toneel van Jan Teulings; in 1960 speelde zij de hoofdrol in de musical Irma la Douce. In 1962 ontving ze de Bouwmeesterpenning. Vier jaar later werd zij onderscheiden met een Edison. Ook was zij te zien in een aantal televisieseries, zoals De kleine waarheid. 
Vanaf 1972 woonde ze langdurig in het Franse departement Lot; ze had in 1968 (even) genoeg van het Nederland toneel en trok zich daar terug op een verlaten boerderij, dat eerst nog een zomerverblijf was. Vanuit Frankrijk speelde ze een daar levende schrijfster, die tevens een boerenbestaan heeft in de serie Boerin in Frankrijk van Wil den Hollander-Bronder. 
In 1989 maakte ze een soort comeback op de planken in de musical Cabaret. Het was op verzoek van tegenspeler Willem Nijholt;  het leidde tot haar huwelijk met Guus Verstraete sr.

## Persoonlijk
Ze is dochter van Catharina Wilhelmina Spruijt en accountant Jan van Werven.
Lia Dorana was tussen 1939 en 1958 gehuwd met Hein Hoogland (werknemer van de Stadsschouwburg), daarna van 1963 tot 1991 met architect en verzetsman Reinier Verwijs en vanaf 1993 tot zijn dood met acteur-regisseur Guus Verstraete sr, die zij al tijdens haar Sonneveld-periode in 1948 had ontmoet. Zij overleed op 92-jarige leeftijd. 
In 2016 vernoemde de Gemeente Amsterdam een straat naar haar; gelijktijdig kregen Conny Stuart (straat) en Leen Jongewaard (kade) een vernoeming in Buiksloterham. 
- Biografisch Portaal: 55519613
- MusicBrainz: 07d0646f-5cb7-4816-ba17-2e489003e1b9
- Virtual International Authority File: 5283153289937832770001
- WorldCat: E39PBJckP9PCpmTJwKVkKkPG73